# 張維迎
張維迎（ちょう いげい、1959年 - ）は、中国の経済学者、北京大学教授。胡錦濤政権時代から歯に衣を着せぬ政権批判を展開した事で有名となった

## 来歴
1959年陝西省の楡林市呉堡県生まれ。1982年西北大学経済学系を卒業、1984年に同大学の経済学修士号を取得。1984年から1990年の間に中華人民共和国国家経済体制改革委員会にて改革理論と経済体制の研究に従事した。1988年にオックスフォード大学に入学、1994年にはオックスフォード大学で経済学博士号を取得した。なお、オックスフォード在学中はジェームズ・マーリーズとDonald Hayの下で産業組織論と企業理論を学んでいる。帰国後は北京大学経済研究中心の副教授、1999年から北京大学光華管理学院副院長、2006年から院長を勤める。2010年に院長辞任、2012年に北京大学助理を辞任後、2014年から北京大学国家発展研究院に移る。

## 主張
2011年9月中旬に大連で開催された夏季ダボス会議で、「学校をすべて廃止せよ」、「中国の教育とは、小学校入学当初から生徒にうそを教えることだ」と主張した。
また中国における政治腐敗の撲滅方法として「2012年の中国共産党第18回党大会を境として、それ以前の腐敗については一律不問とし、それ以降に腐敗した場合にはそれ以前の腐敗と合算して摘発する。同時に、政府官僚の財産の公示と登記を義務づけ、合理的な収入を超える部分については没収するか特別税を課したあと、残りは本人のものとする」という解決策を提案している。